# Katja Salivaara
Katja Salivaara (født 12. august 1980 i Mikkeli, Finland) er en finsk tidligere atlet. Hun repræsenterede gennem hele sin karriere "Mikkelin Kilpa-Veikkoja".
Salivaara har vundet flere medaljer ved de finske mesterskaber; på 100 meter blev det tre bronzemedaljer, på 200 meter to bronzemedaljer, på 4 x 100 meter to guld-, to sølv- og en bronzemedalje samt på 4 x 400 meter en guld og to sølvmedaljer. Ved de finske indendørs mesterskaber blev de til en bronzemedalje på 60 meter, to sølvmedaljer og en bronzemedalje på 200 meter, en bronzemedalje på 60 meter hæk, samt en guldmedalje og en bronzemedalje på 4 x 200 meter. Hun har deltaget i flere landskampe for Finland.
Ved U20-EM 1999 var Salivaara med på Finlands bronzehold på 4 x 100 meter.
Salivaara har boet i Danmark siden 2012 og færdiggør 2014 sin uddannelse i statskundskab ved Københavns Universitet. Derudover har hun en bachelorgrad i “social sciences of sport” samt studeret sportsmarkedsføring i Finland.
Salivaara begynder i december 2014 som projektleder i Dansk Atletik Forbund, en post hun overtager efter svenskeren Leif Dahlberg.

## Personlige rekorder
- 100 meter: 11,69 +2.0 Jamsankoski (FIN) 29. juli 2001
- 200 meter: 24,07 +0.3 Savonlinna (FIN) 5. juli 2005